# Ernst Reijseger
Ernst Reijseger (Bussum, 13 novembre 1954) è un violoncellista e compositore olandese.

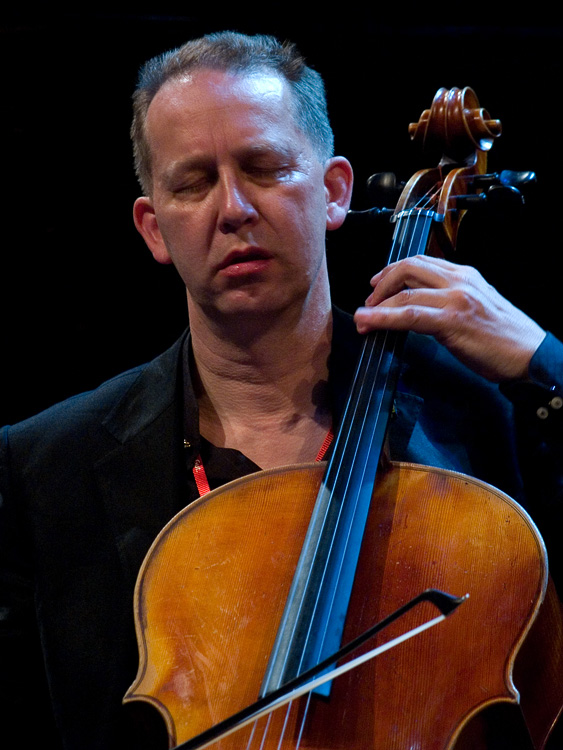
Ernst Reijseger, al Moers Festival 2007

Ha cominciato a suonare il violoncello all'età di 8 anni. Dagli anni settanta ha cominciato a suonare jazz e a dedicarsi all'improvvisazione musicale e alla musica classica contemporanea. Spesso si esibisce come solista.  Nel 1985 gli è stato assegnato il più importante premio del jazz olandese, il Boy Edgar Prijs 
Ha collaborato con musicisti come Louis Sclavis, Derek Bailey, Han Bennink, Misha Mengelberg, Gerry Hemingway, Yo-Yo Ma, Albert Mangelsdorff, Franco D'Andrea, Joëlle Léandre, Georg Gräwe, Trilok Gurtu e Mola Sylla, e ha realizzato diversi progetti di world music assieme a musicisti provenienti da Sardegna, Turchia, Iran, Senegal e Argentina.
Ha suonato con l'orchestra ICP di Misha Mengelberg, con il Gerry Hemingway Quintet e il Trio Clusone (formato da Michael Moore e Han Bennink). Reijseger fa parte dell'Amsterdam String Trio, con Ernst Glerum, Maurice Horsthuis nonché di un altro trio chiamato Graewe, Reijseger, Hemingway, con Georg Graewe e Gerry Hemingway.
Ha inciso parecchi album, come solista o componente di gruppi musicali. Ha composto anche le colonne sonore di alcuni film, incluso il famoso “L'ignoto spazio profondo” diretto dal regista Werner Herzog nel 2005. L'album è pubblicato con il titolo Requiem for a Dying Planet.

## Colonne sonore
- Nomad - In cammino con Bruce Chatwin (Nomad: In the Footsteps of Bruce Chatwin), regia di Werner Herzog, 2019
- Transumanza, Roberto Zazzara, 2015
- L'ignoto spazio profondo, Werner Herzog, 2005
- Il diamante bianco, Werner Herzog, 2004

Entrambe queste colonne sonore sono state registrate nelle stesse sessioni con gli stessi musicisti: Ernst Reijseger, il cantante senegalese Mola Sylla e il gruppo Tenore e Cuncordu de Orosei.

## Discografia
- Mistakes (Broken, 1979) with Sean Bergin
- Taiming (Hummeloord, 1981)
- Cellotape & Scotchtape (Data, 1982) with Alan "Gunga" Purves
- Dutch Masters (Soul Note, 1987) with Misha Mengelberg, Steve Lacy, George Lewis & Han Bennink
- Ta (Nimbus, 1987) with Alan "Gunga" Purves
- Sonic Fiction (Hat Art, 1989) with Georg Gräwe and Gerry Hemingway
- Noci...Strani Frutti (Leo, 1991) with Pino Minafra and Han Bennink
- Et on ne Parle pas du Temps (FMP, 1995) with Louis Sclavis
- Colla Parte (Winter & Winter, 1997)
- Colla Voche (Winter & Winter, 1999) with Tenore and Concordu de Orosei
- I Love You So Much It Hurts (Winter & Winter, 2002) with Franco D'Andrea
- Janna (Winter & Winter, 2003) with Mola Sylla and Serigne C.M. Gueye
- Continuum (Winter & Winter, 2006) with Georg Graewe and Gerry Hemingway
- Requiem for a Dying Planet (Winter & Winter, 2006) - colonne sonore dei due film di Werner Herzog
- Do You Still (Winter & Winter, 2007)
- Tell Me Everything (Winter & Winter, 2009)
- Zembrocal Musical (Winter & Winter, 2010) with Groove Lélé
- My Son, My Son, What Have Ye Done (Winter & Winter, 2011)
- Cave of Forgotten Dreams (Winter & Winter, 2011) - soundtrack music for Werner Herzog's Cave of Forgotten Dreams
- Down Deep (Winter & Winter, 2013) - with Harmen Fraanje and Mola Sylla
- Feature (Winter & Winter, 2014)
- Cristal Palace (Winter & Winter, 2014)
- Count Till Zen (Winter & Winter, 2015) - with Harmen Fraanje and Mola Sylla
- The Volcano Symphony (Winter & Winter, 2016)
- We Were There (Just Listen, 2020) - with Harmen Fraanje and Mola Sylla